# Cleora nigrofasciaria
Cleora nigrofasciaria är en fjärilsart som beskrevs av John Henry Leech 1897. Cleora nigrofasciaria ingår i släktet Cleora och familjen mätare. Inga underarter finns listade i Catalogue of Life.